# Loyola de Palacio

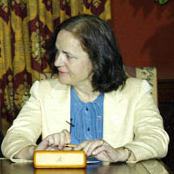
Loyola de Palacio

Ignacia de Loyola de Palacio del Valle-Lersundi (* 16. September 1950 in Madrid; † 13. Dezember 2006 ebenda) war eine spanische Politikerin (PP) und Vizepräsidentin der Europäischen Kommission sowie Kommissarin für Verkehr und für Energie unter Romano Prodi (1999–2004).

## Leben
Loyola de Palacio wurde als Tochter des Luis María de Palacio y de Palacio, 4. Marqués de Matonte, und seiner Frau Luisa Mariana del Valle Lersundi y del Valle in eine Adelsfamilie baskischen Ursprungs geboren. Sie war die Älteste von vier Schwestern und drei Brüdern. Ihre Schwester Ana de Palacio del Valle-Lersundi ist eine ehemalige Außenministerin Spaniens.
De Palacio studierte Jura an der Universität Complutense Madrid und war lange Jahre in der konservativen spanischen Volkspartei (Partido Popular) aktiv. Von 1996 bis 1999 war sie Ministerin für Landwirtschaft, Fischerei und Ernährung in der Regierung unter José María Aznar.
Bei der Europawahl 1999 wurde sie Mitglied des Europäischen Parlaments. Wenige Wochen später schied sie jedoch wieder aus dem Parlament aus, da sie mit Ernennung der Kommission Prodi zur Vizepräsidentin der Europäischen Kommission wurde, wo sie zudem für die Ressorts Verkehr und Energie zuständig war. Diese Ämter hatte sie bis zur Ernennung der Kommission Barroso I 2004 inne. Unter ihrem Nachfolger Jacques Barrot war sie eine der sechs Koordinatoren für die Vorrangigen Achsen des Transeuropäischen Verkehrsnetzes, wobei sie für die Vorrangige Achse Nr. 6 Lyon-Trieste-Divaca/Koper-Divaca-Ljubljana-Budapest-Csop zuständig war.
Sie sorgte 2004 für einen Skandal, als sie Kubas Machthaber Fidel Castro den Tod wünschte, nachdem dieser sich bei einem Sturz das linke Knie und den rechten Oberarm gebrochen hatte. Dieser Vorfall verstärkte ihre Isolation innerhalb der Europäischen Kommission.
Die als wertkonservativ geltende Politikerin starb am 13. Dezember 2006 am späten Abend im Alter von 56 Jahren in einer Madrider Klinik an den Folgen von Krebs.

## Zitate
«Todos esperamos que se muera cuanto antes. No digo que lo maten, digo que se muera. Yo no le deseo la muerte a nadie, pero la única solución sería que Castro desapareciera.»

„Wir alle hoffen, dass er so bald wie möglich stirbt. Ich sage nicht, dass er umgebracht werden soll, ich sage, er sollte sterben. Ich wünsche niemandem den Tod, aber die einzige Lösung wäre, dass Castro verschwände.“

## Auszeichnungen
- 1997: Großes Goldenes Ehrenzeichen am Bande für Verdienste um die Republik Österreich[1]